# Qila Didar Singh
Qila Didar Singh ou Qalla Didar Singh (en ourdou : قلعہ دِيدار سِنگھ) est une ville pakistanaise, située dans le district de Gujranwala, dans le nord de la province du Pendjab.
C'est la sixième plus importe ville du district. Elle vit principalement de l'agricultrice des champs de la région, avec notamment d'importantes cultures de riz.
La population de la ville a été multipliée par plus de quatre entre 1972 et 2017 selon les recensements officiels, passant de 16 557 habitants à 66 069. Entre 1998 et 2017, la croissance annuelle moyenne s'affiche à 2,5 %, semblable à la moyenne nationale de 2,4 %. Selon le recensement de 2023, la population de la ville monte à 74 523 habitants.
|            | 1972 (rec.) | 1981 (rec.) | 1998 (rec.) | 2017 (rec.) | 2023 (rec.) |
| ---------- | ----------- | ----------- | ----------- | ----------- | ----------- |
| Population | 15 667      | 25 422      | 41 404      | 66 069      | 74 523      |